# 普菲弗尔巴赫
普菲弗尔巴赫（德語：Pfiffelbach，發音：[ˈpfɪfl̩bax]）是德国图林根州魏玛地区县曾经的一个市镇，面积11.03平方千米，2012年12月31日人口为590人。2013年12月31日，普菲弗尔巴赫与另外8个市镇合并为新市镇伊尔姆塔尔-魏恩施特拉瑟。